# باول هاريس
باول هاريس (بالإنجليزية: Paul Harris)‏ هو ممثل أمريكي، ولد في 15 سبتمبر 1917 في الولايات المتحدة، وتوفي بنفس المكان في 25 أغسطس 1985.

## وصلات خارجية
- باول هاريس على موقع IMDb (الإنجليزية)